# Antón Sanachev
Antón Sanachev –en ruso, Антон Саначев– (1978) es un deportista ruso que compitió en natación, en la modalidad de aguas abiertas.
Ganó tres medallas en el Campeonato Europeo de Natación entre los años 1999 y 2004.

## Palmarés internacional
| Campeonato Europeo | Campeonato Europeo | Campeonato Europeo | Campeonato Europeo |
| Año                | Lugar              | Medalla            | Prueba             |
| ------------------ | ------------------ | ------------------ | ------------------ |
| 1999               | Madrid (España)    | Medalla de plata   | 25 km              |
| 2004               | Madrid (España)    | Medalla de bronce  | 10 km              |
| 2006               | Budapest (Hungría) | Medalla de plata   | 25 km              |